# Cape South Easter Trophy 1968
Závod Cape South Easter Trophy se uskutečnil 6. ledna 1968 na okruhu v Killarney, šlo o nezapočítávaný závod v seriálu Mistrovství světa F1.

## Výsledky
| Pozice | Jezdec               | Vůz                | Čas        |
| ------ | -------------------- | ------------------ | ---------- |
| 1      | Jean Pierre Beltoise | Matra MS7          | -          |
| 2      | Jackie Pretorius     | Brabham BT11       | á 1 kolo   |
| 3      | Sam Tingle           | LDS 3              | á 2 kola   |
| 4      | Peter Parnell        | Brabham BT18       | á 4 kola   |
|        | Odstoupili           |                    |            |
| 44     | Leo Dave             | Alfa Romeo Special | Brzdy      |
| 42     | John Love            | Brabham BT20       | Motor      |
| 26     | Trevor Blokdyk       | Cooper T56         | Řídicí tyč |
| 10     | Dave Charlton        | Brabham BT11       | Převodovka |
| 5      | Clive Puzey          | LDS 2a             | Tlak oleje |

### Nejrychlejší kolo
- Jean Pierre Beltoise -Matra MS7 – 1'18.6

### Zajímavosti
| Pole position        | Vítězství            | Nej. kolo            |
| Francie              | Francie              | Francie              |
| Jean Pierre Beltoise | Jean Pierre Beltoise | Jean Pierre Beltoise |
| Matra MS7            | Matra MS7            | Matra MS7            |
| 1'19.6               | -                    | 1'18.6               |
| -------------------- | -------------------- | -------------------- |

### Stav mistrovství JAR
| Pozice | Jezdec               | Body |
| ------ | -------------------- | ---- |
| 1      | Jean Pierre Beltoise | 9    |
| 2      | Jackie Pretorius     | 6    |
| 3      | Sam Tingle           | 4    |
| 4      | Peter Parnell        | 3    |